# Мержа

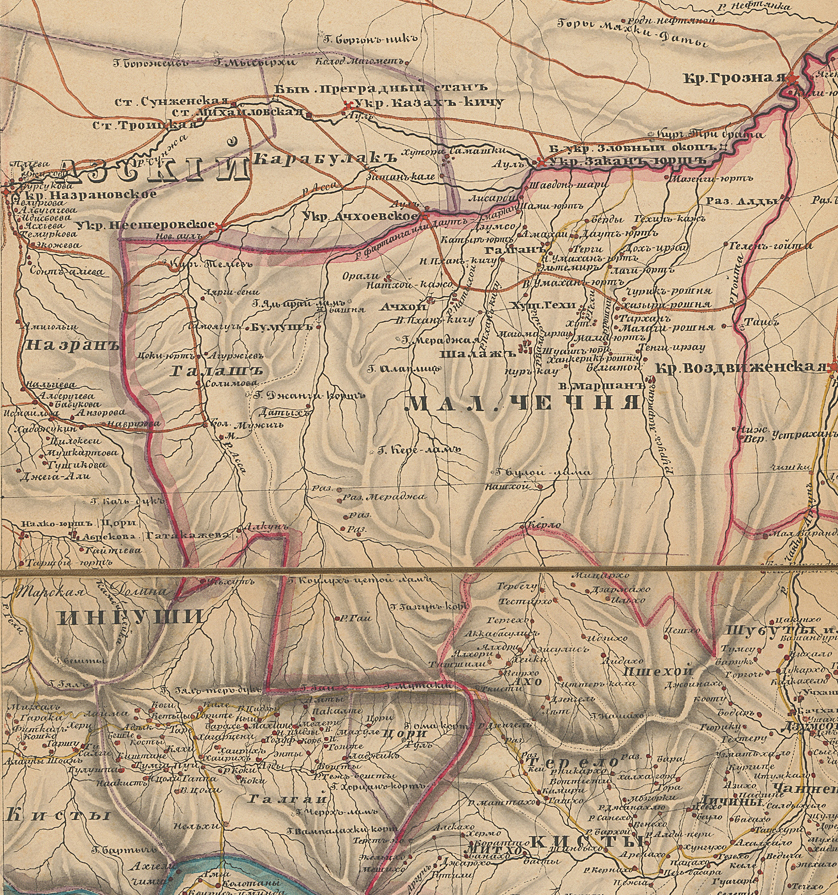
Развалины Мереджи на карте Чечни 1847 года

Мержа — воссоздаваемое село в Ачхой-Мартановском районе Чеченской Республики. В конце 2022 года в Чеченской Республики было принято решение образовать новые (воссоздать) сёла, в том числе Мержа.

## География
Расположено на левом берегу реки Мереджи, к югу от города Ачхой-Мартан.

### Часовой пояс
Село Мержа, как и вся Чеченская Республика, находится в часовой зоне МСК (московское время). Смещение применяемого времени относительно UTC составляет +3:00.

## Название
Название связано с названием тайпового сообщества Мержой.

## История

### Ранние упоминания
Мержа упоминается в ряде документов XVII в. в форме Мерези: в челобитной служилых людей Терского городка 1616, 1618, 1621 и 1634 годов. Также Мержа упоминается в 1619 году в списке «землиц» — обществ, готовых участвовать в походе кабардинцев на ногайцев.

### Период выселения
В 1944 году коренное население ЧИ АССР было выселено. После восстановления ЧИ АССР чеченцам было запрещено возвращаться в свои исконные районы: Галанчожский, Шатойский и Итум-Калинский.